# Dijon
Dijon (franskt uttal: [diʒɔ̃] lyssna (fil)) är en stad och kommun i departementet Côte-d'Or i östra Frankrike och är huvudort i regionen Bourgogne-Franche-Comté. Dijon är känd för Dijonsenap. År 2017 hade Dijon 156 920 invånare.

## Historia
Dijon började som en romersk bosättning med namnet Divio, som låg på vägen mellan Lyon och Mainz. Sankt Benignus, stadens skyddshelgon, lär ha introducerat kristendomen i området innan han dog som martyr. Provinsen var säte för hertigarna av Burgund från tidigt 1000-tal till slutet av 1400-talet och Dijon var då ett område med stor rikedom och makt. Burgund var en av Europas stora center för konst, kunskap och vetenskap.

## Befolkningsutveckling
Antalet invånare i kommunen Dijon
| Referens: INSEE |

## Utbildning
- Burgundy School of Business

## Bildgalleri

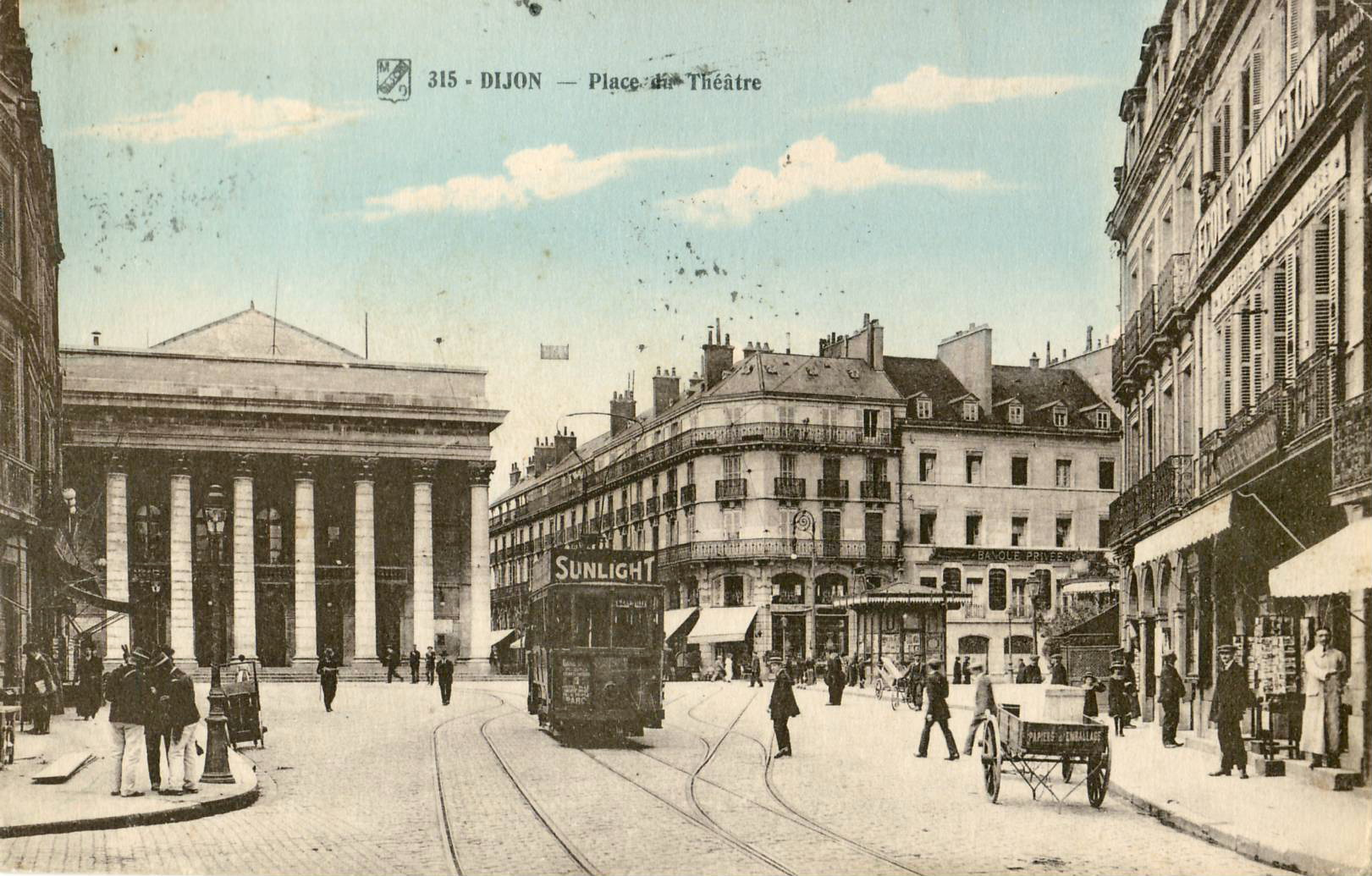
Place du Théatre i Dijon år 1931.
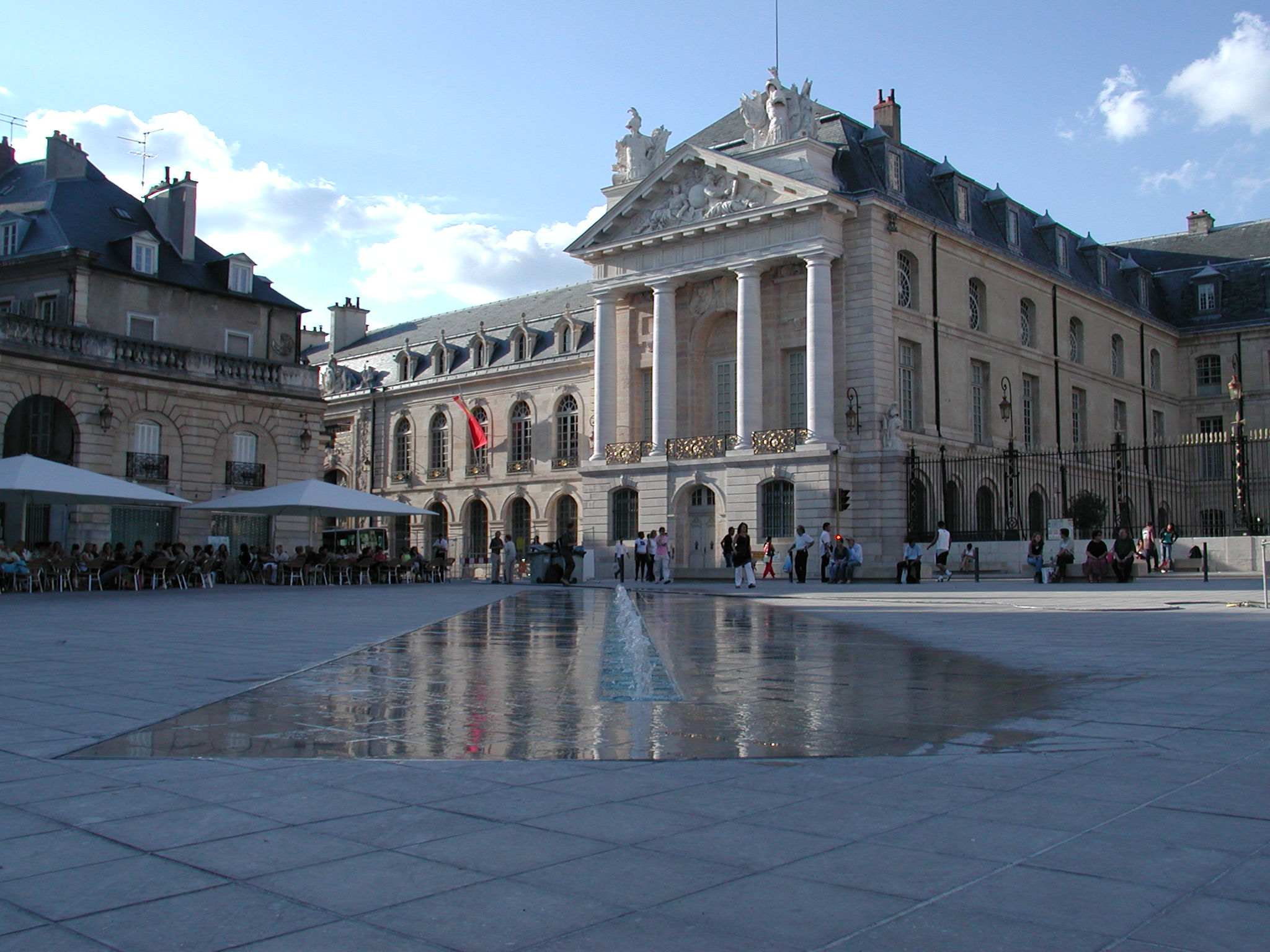
Palais des Ducs.
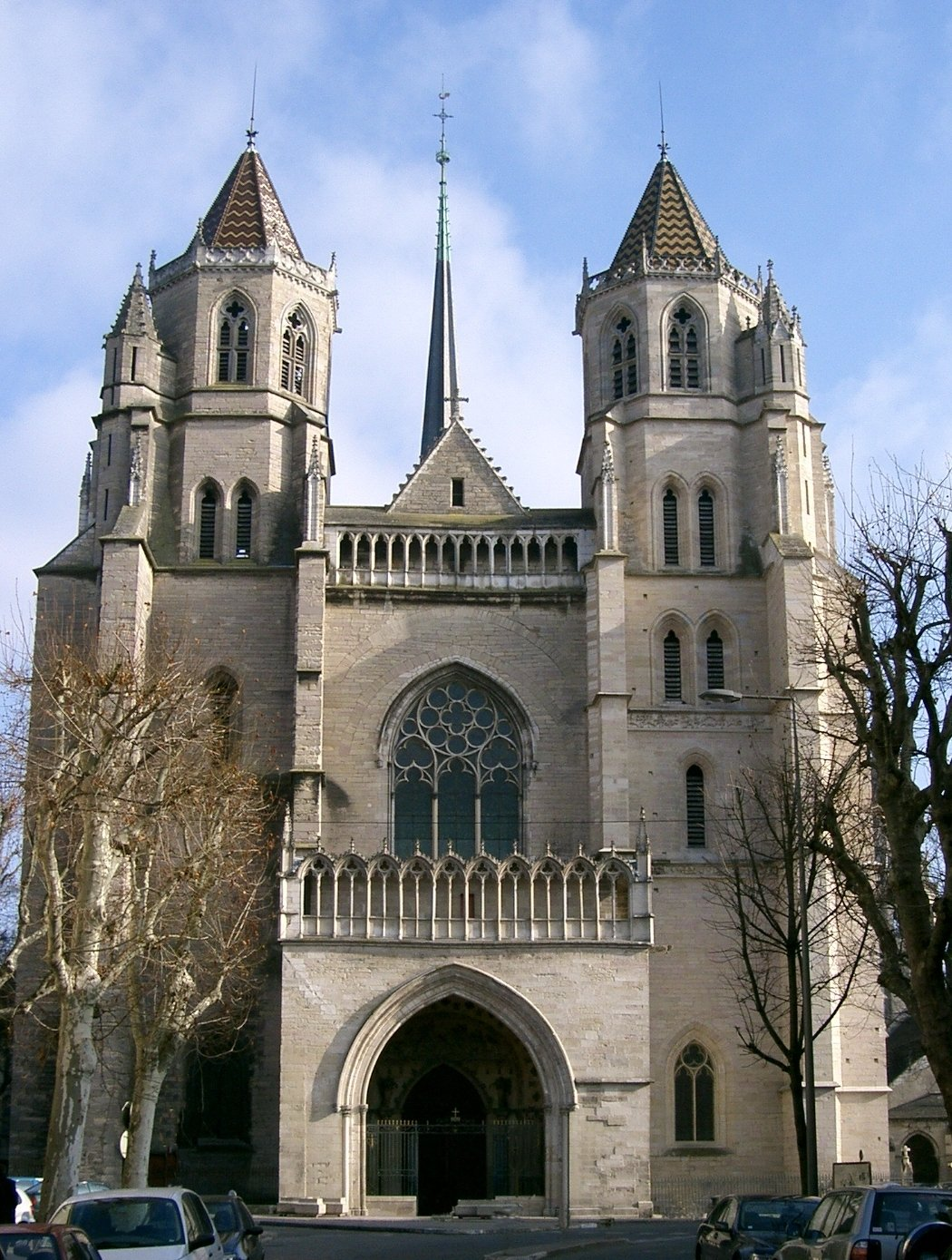
Katedralen i Dijon.
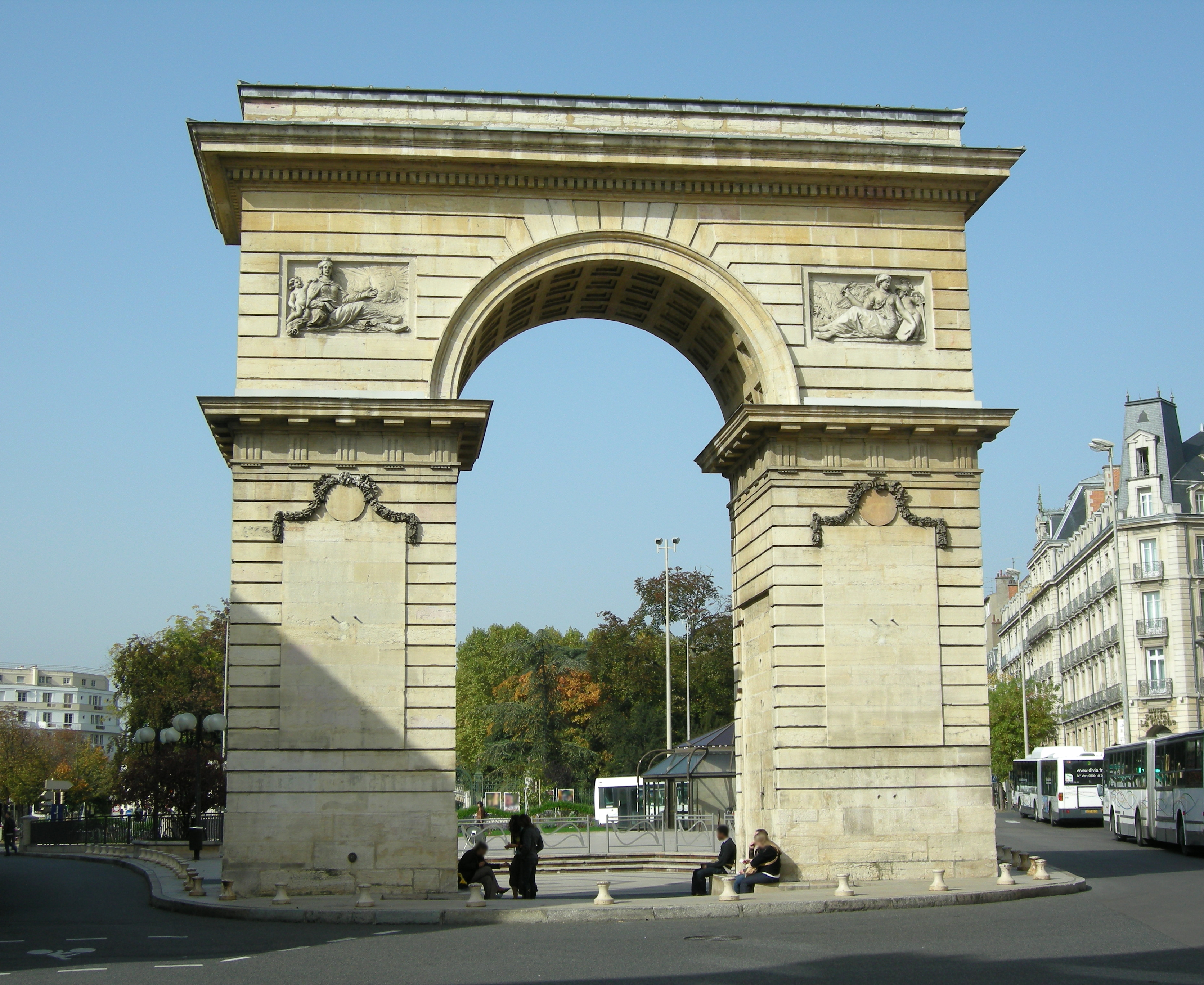
Porte Guillaume.
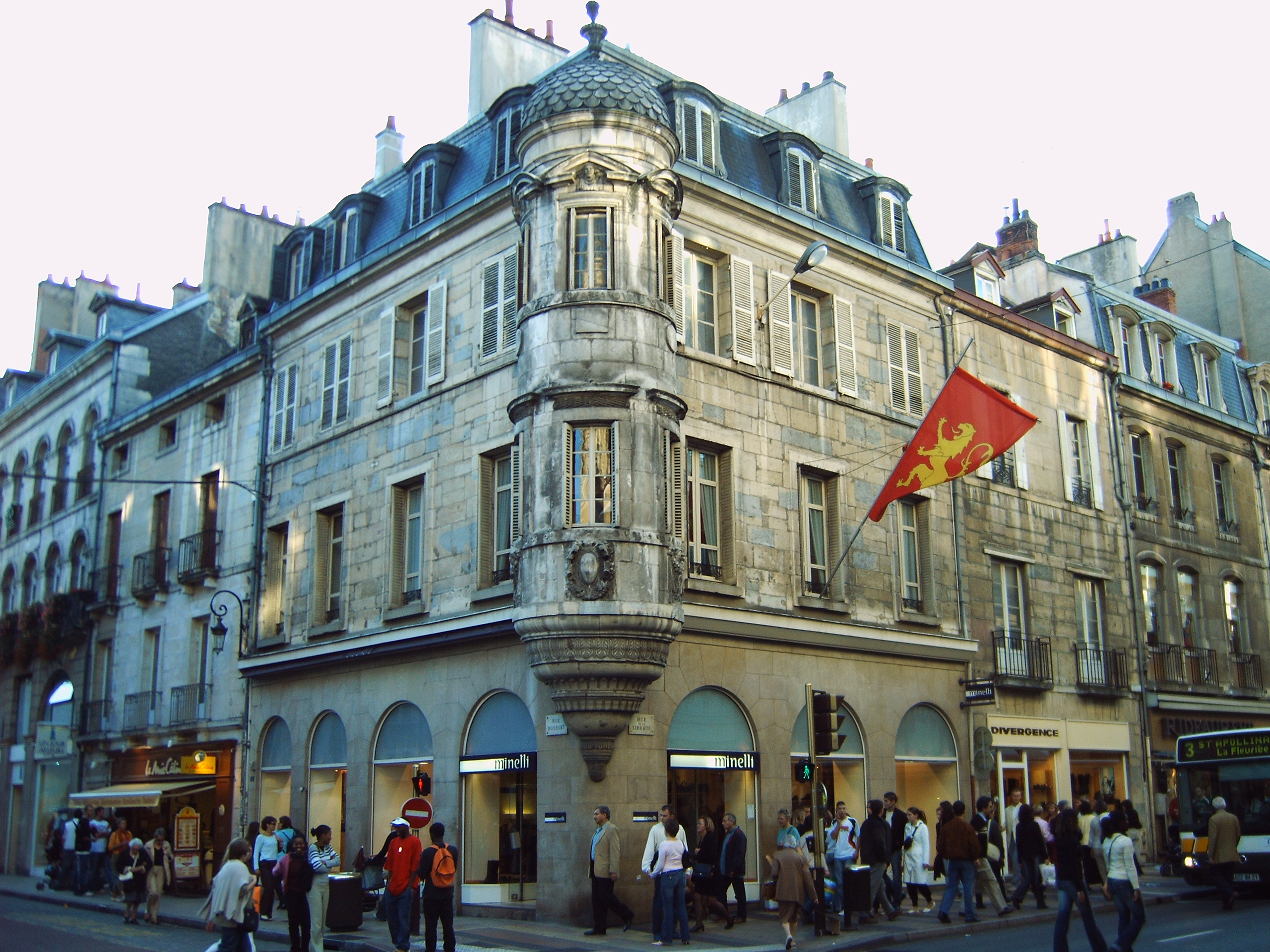
Centrala Dijon.